# سرقت از کتابخانه
سرقت کتاب‌ها، اسناد تاریخی، نقشه‌ها و سایر مطالب از کتابخانه‌ها، مشکل مهمی محسوب می‌شود. یک مطالعه که در بریتانیا سفارش داده شد، میانگین نرخ از دست دادن کتابخانه‌ها به سرقت را ۵٫۳ درصد تخمین زده‌اند.
در ایالت پنسیلوانیا ایالات متحده، سومین محکومیت برای سرقت کتابخانه، صرف نظر از ارزش مطالب، معادل جنایت محسوب می‌شود.
سارقان کتابخانه، ممکن است از کارکنان یا بازدیدکنندگان دائمی کتابخانه باشند، اگر کتابی در فهرست کتابخانه موجود باشد، اما در قفسه‌ها یافت نشود، در خطر کشف شدن هستند. برای جلوگیری از این امر، برخی از سارقان کارت کاتالوگ مربوط به آن را نیز می‌دزدند.